# Lucretia Mott
Pour les articles homonymes, voir Mott.
Lucretia Mott, née Coffin le 3 janvier 1793 dans le Nantucket et morte des suites d'une pneumonie, le 11 novembre 1880 à Philadelphie dans l'État de la Pennsylvanie,  est une féministe, abolitionniste, enseignante et prédicatrice Quaker américaine.

## Biographie

### Jeunesse et formation

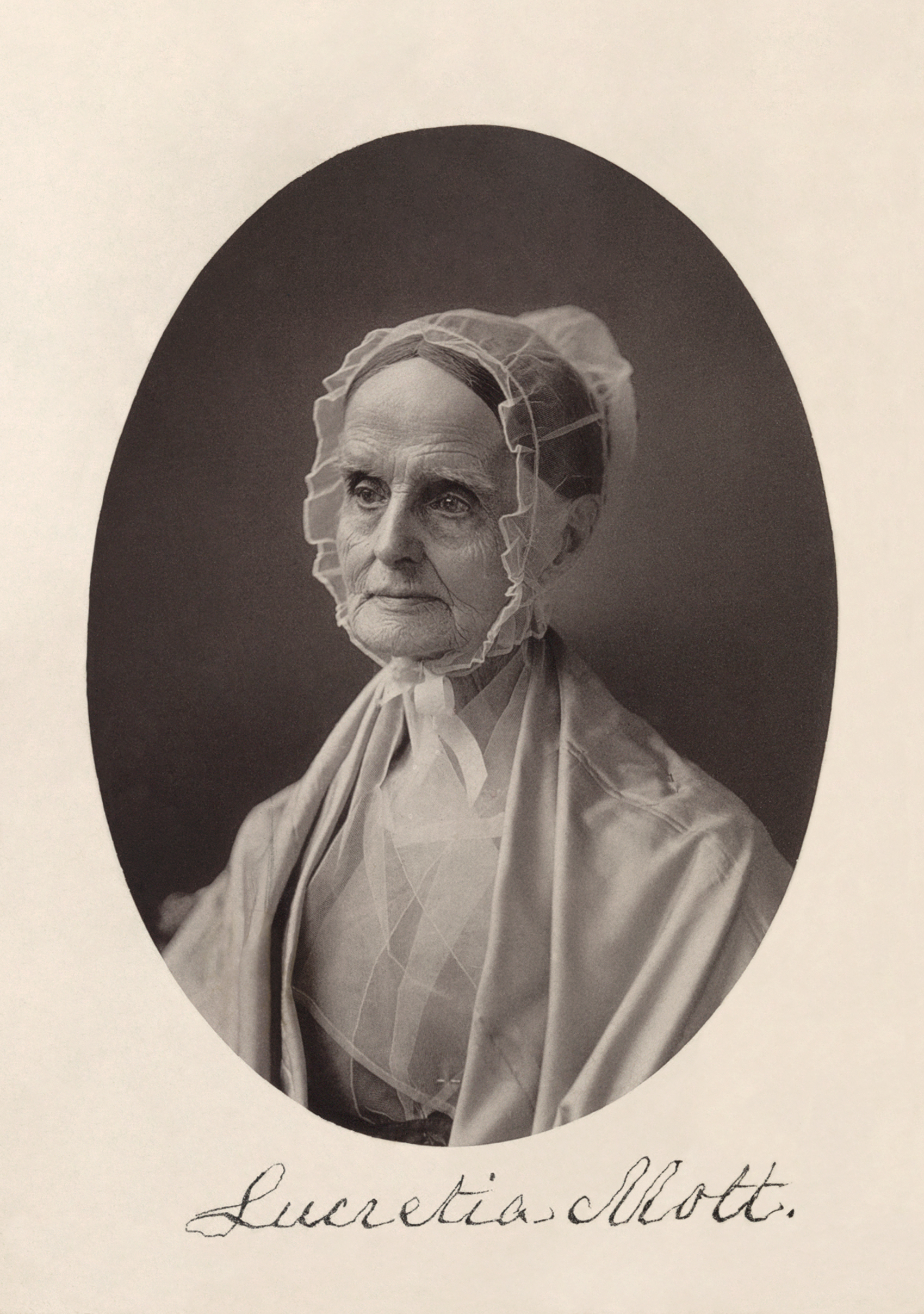
Lucretia Mott, âgée.

Lucretia Coffin naît le 3 janvier 1793 dans le Nantucket, elle est la seconde des cinq enfants de Thomas Coffin Jr. et d'Anna Folger Mott. Son père est capitaine de baleinier et sa mère est gérante de magasin,. La famille fait partie des quakers (la Société religieuse des Amis), qui croient en l'égale valeur de tous devant Dieu et grandit dans un milieu où l'indépendance des femmes va de soi. Elle étudie dans un collège quaker le Nine Partners,. Elle y apprend l'horreur de l'esclavage en écoutant les conférences du Quaker abolitionniste Elias Hicks, son intérêt pour les droits des femmes y compris droit de vote des femmes est éveillé, lorsqu’elle découvre que les enseignantes du Nine Partners sont moins bien rémunérées que leurs collègues masculins, c'est ainsi qu'elle décide qu'elle vouera sa vie à mettre fin à deux injustices. 
En 1809, ses parents s’installent à Philadelphie, deux ans après, elle épouse le partenaire de son père James Mott.

### Carrière
La maison de James et Lucretia Mott est le centre du mouvement antiesclavagiste à Philadelphie et une étape du Chemin de fer clandestin (
Underground Railroad). Les femmes sont en ce temps considérées comme inadéquates pour l'activité publique. Lucretia Mott fonde pourtant en 1833 la Philadelphia Female Anti-Slavery Society (en) (Société féminine antiesclavagiste de Philadelphie). Elle est souvent menacée, ce qui ne l'empêche pas de mener ses multiples activités.

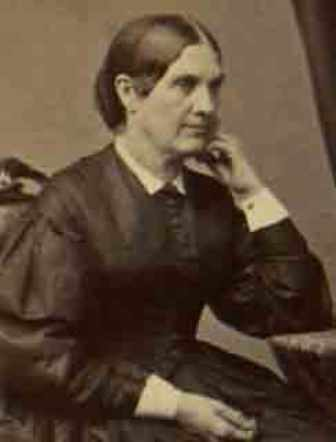
Portrait photographique de Jane Hunt.

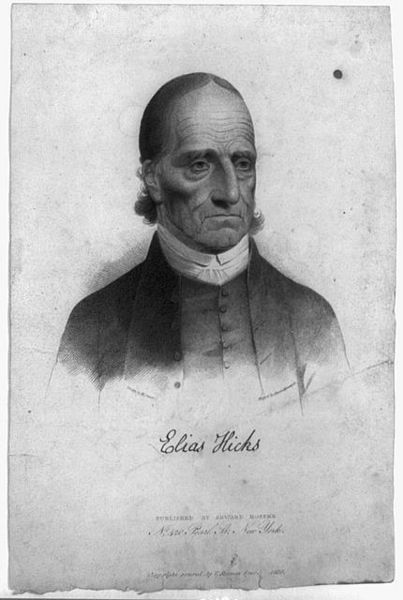
Gravure représentant Elias Hicks.

Le congrès mondial pour l'abolition de l'esclavage qui se tient à Londres en 1840 refuse la participation formelle de Lucretia Mott et de ses collègues de lutte. Elle peut cependant y rencontrer des militantes européennes comme Elizabeth Jesser Reid, future fondatrice du Bedford College. Elle mobilise alors d'autres femmes abolitionnistes, avec Elizabeth Cady Stanton, jusqu'à la convention de Seneca Falls pour les droits des femmes de 1848 (à laquelle elle est invitée par Jane Hunt). La « Déclaration de sentiments » qui en est issue est considérée comme l'acte fondateur du mouvement féministe nord-américain.
Lorsque l'esclavage est aboli en 1865, elle préconise de donner aux Noirs américains le droit de vote.

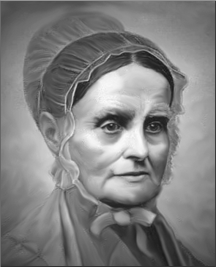

Lucretia Mott appartient au groupe de libéraux qui fondent en 1867 la Free Religious Association, avec entre autres Isaac Mayer Wise et Ralph Waldo Emerson. Les quakers sont fortement influencés par leurs positions théologiques.

### Vie personnelle
En 1811, Lucretia épouse James Mott, le couple a six enfants.
Lucretia repose au Fair Hill Burial Ground (en) de Philadelphie, aux côtés de son époux décédé en 1868.

## Archives
Les archives de  Lucretia Mott sont déposées aux bibliothèques du Swarthmore College et du Pomona College,.

## Publications
En général, en tant prédicatrice quaker, Lucretia Mott exprimait spontanément ce que la lumière intérieure lui dictait (she spoke from the divine light within) et elle n'a pas rédigé ses sermons ou discours. Elle a rarement écrit un texte destiné à publication. Cependant, ses capacités d'expression ont fait d'elle une importante abolitionniste, féministe, et réformatrice.
Son Sermon aux étudiants en médecine (Sermon to the Medical Students) est publié en 1849. Son Discours sur la femme (Discourse on Woman) sur les restrictions touchant les femmes aux États-Unis, est publiée en 1850.
- Lucretia Mott : Her Complete Speeches and Sermons, New York, E. Mellen Press, coll. « Studies in women and religion » (no 4), 1980, 422 p. (ISBN 9780889469686, OCLC 7738342, lire en ligne),
- Margaret Hope Bacon (dir.), Lucretia Mott Speaking : Excerpts from the Sermons and Speeches of a Famous 19th Century Quaker Minister and Reformer, Wallingford, Pennsylvanie, Pendle Hill Publications, coll. « Pendle Hill Pamphlets » (no 234), 1980, 40 p. (ISBN 9780875742342, OCLC 7312688, lire en ligne),
- Selected Letters of Lucretia Coffin Mott, University of Illinois Press, 9 janvier 2002, 640 p. (ISBN 978-0-252-02674-4, lire en ligne),

## Hommages

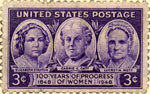
Timbre représentant Elizabeth Stanton, Carrie Chapman Catt et Lucretia Mott, émis en 1948. « 100 years of progress of women, 1848-1948 » est écrit sous les portraits.

- En 1948, un timbre postal honore Lucretia Mott et deux autres femmes à l'occasion du centième anniversaire du lancement du mouvement pour les droits des femmes aux États-Unis.
- 1983 : cérémonie d'inscription au National Women's Hall of Fame[4].

## Pour approfondir

#### Notices dans des encyclopédies et manuels de références
- Alma Lutz, Crusade for freedom; women of the antislavery movement, Boston, Massachusetts, Beacon Press, 1968, 360 p. (OCLC 852538200, lire en ligne)
- Henry Warner Bowden, Dictionary of American religious biography, Westport, Connecticut, Greenwood Press, 1977, 581 p. (ISBN 978-0-8371-8906-2, lire en ligne), p. 319-320,
- Nancy Smiler Levinson, The First Women Who Spoke Out, Minneapolis, Minnesota, Dillon Press, coll. « Contributions of Women », 1983, 126 p. (ISBN 9780875182353, OCLC 8763867, lire en ligne), p. 28-49,
- Margaret Hope Bacon, Mothers of Feminism : The Story of Quaker Women in America, San Francisco, Harper & Row, coll. « Nationwide Women's Program » (réimpr. 1989, 1995) (1re éd. 1986), 292 p. (ISBN 9780062500434, OCLC 13423886, lire en ligne)
- Jean Fagan Yellin, The Abolitionist Sisterhood : Women's Political Culture in Antebellum America, Cornell University Press, juin 1994, rééd. 21 juillet 2009, 388 p. (ISBN 978-0-8014-8011-9, lire en ligne)
- Norma Johnston, Remember the Ladies : The First Women's Rights Convention, New York, Scholastic, 1 janvier 1995, rééd. 1 mars 1995, 180 p. (ISBN 978-0-590-47086-5, lire en ligne),
- Suzanne Michele Bourgoin (dir.), Encyclopedia of World Biography, vol. 11 : Michael-Orleans, Detroit, Michigan, Gale Research (réimpr. 2012, 2015) (1re éd. 1998), 531 p. (OCLC 37813530, lire en ligne), p. 212-213,
- Anne Commire (dir.) et Deborah Klezmer (dir.), Women in World History, vol. 11 : Mek - N, Waterford, Connecticut, Yorkin Publications (réimpr. 2001, 2002) (1re éd. 1999), 921 p. (ISBN 9780787640705, lire en ligne), p. 492-497,
- Kathryn Kish Sklar, Women's Rights Emerges within the Anti-Slavery Movement, 1830-1870 : A Short History with Documents, Boston, Massachusetts, Bedford / St. Martin's (réimpr. 2019) (1re éd. 2000), 221 p. (ISBN 9780312101442, OCLC 45133604, lire en ligne),
- Helen LaKelly Hunt, Faith and Feminism : A Holy Alliance, New York, Atria Books (réimpr. 2007, 2014) (1re éd. 2004), 208 p. (ISBN 9780743483728, OCLC 55286763, lire en ligne), p. 69-85,

#### Essais et biographies
- Constance Buel Burnett, Lucretia Mott : Girl of Old Nantucket, Indianapolis, Indiana, Bobbs-Merrill Company, coll. « Childhood of Famous Americans » (réimpr. 2020) (1re éd. 1951), 192 p. (ISBN 978-0-672-50125-8, OCLC 6156271),
- Otelia Cromwell, Lucretia Mott., Cambridge, Massachusetts, Harvard University Press (réimpr. 1971, 2014) (1re éd. 1958), 264 p. (ISBN 978-0-8462-1579-0, OCLC 757626, lire en ligne),
- Dorothy Sterling, Lucretia Mott : Gentle Warrior, Garden City, état de New York, Doubleday (réimpr. 1999) (1re éd. 1964), 248 p. (ISBN 9781558612174, OCLC 712795, lire en ligne),
- Lloyd C.M. Hare, The greatest American woman, Lucretia Mott, New York, Negro Universities Press, 1970, 328 p. (ISBN 978-0-8371-3593-9, lire en ligne),
- Margaret Hope Bacon, Valiant Friend : The Life of Lucretia Mott, New York, Walker & Company (réimpr. 1990) (1re éd. 1980), 296 p. (ISBN 9780802771902, OCLC 6260825, lire en ligne),
- Lucile Davis, Lucretia Mott : A Photo Illustrated Biography, Capstone Press, 1er janvier 1998, 32 p. (ISBN 978-1-56065-749-1, lire en ligne),
- Dorothy Sterling, Lucretia Mott, The Feminist Press at CUNY, 1er juillet 1999, 240 p. (ISBN 978-1-55861-217-4, lire en ligne),
- Gina DeAngelis, Lucretia Mott, Philadelphie, Pennsylvanie, Chelsea House Publications, coll. « Women of Achievement », 2000, 118 p. (ISBN 978-0-7910-5295-2, OCLC 44118272, lire en ligne),
- Carol Faulkner, Lucretia Mott's heresy : abolition and women's rights in nineteenth-century America, Philadelphie, University of Pennsylvania Press, 1 janvier 2011, rééd. 7 juin 2011, 291 p. (ISBN 978-0-8122-4321-5),

#### Articles anglophones
- « Lucretia Mott's Birthday », Advocate of Peace (1847-1884), New Series, vol. 15, no 1,‎ janvier 1884, p. 7 (1 page) (lire en ligne),
- Mary R. Beard, « Lucretia Mott », The American Scholar, vol. 2, no 1,‎ janvier 1933, p. 4-12 (9 pages) (lire en ligne),
- N. Orwin Rush, « Lucretia Mott and the Philadelphia Antislavery Fairs », Bulletin of Friends Historical Association, vol. 35, no 2,‎ automne 1946, p. 69-75 (7 pages) (lire en ligne),
- Mary Ormsbee Whitton, « At Home with Lucretia Mott », The American Scholar, vol. 20, no 2,‎ printemps 1951, p. 175-184 (10 pages) (lire en ligne ),
- Dana Greene, « Quaker Feminism : The Case of Lucretia Mott », Pennsylvania History: A Journal of Mid-Atlantic Studies, vol. 48, no 2,‎ avril 1981, p. 143-154 (12 pages) (lire en ligne ),
- Lisa Pace Vetter, « "The Most Belligerent Non-resistant": Lucretia Mott on Women's Rights », Political Theory, vol. 43, no 5,‎ octobre 2015, p. 600-630 (31 pages) (lire en ligne ),
- Ellen M. Ross, « "Everything Depends Upon Going to the Root of the Matter and Speaking of Radical Principles": Lucretia Mott (1793-1880) on Peace and the Transforming Power of Love », Quaker History, vol. 106, no 2,‎ 2017, p. 1-29 (29 pages) (lire en ligne ),
- Ikuko Asaka, « Lucretia Mott and the Underground Railroad: The Transatlantic World of a Radical American Woman », Journal of the Early Republic, vol. 48, no 4,‎ hiver 2018, p. 613-642 (30 pages) (lire en ligne ),